# Centrifugadora de gas

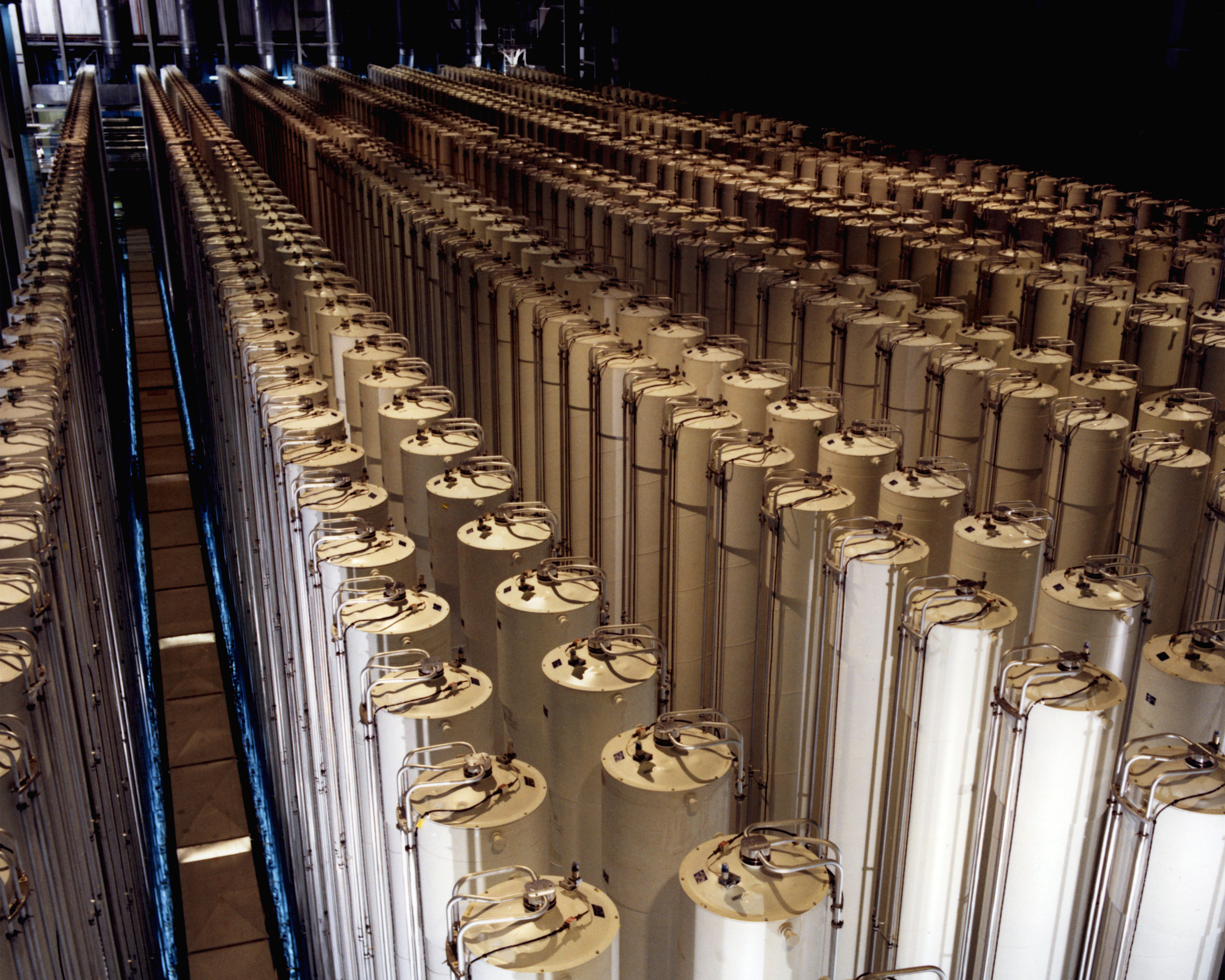
Cascada de centrifugadoras de gas en una planta de Estados Unidos.

Una centrifugadora de gas es una hiper-centrifugadora utilizada para producir uranio enriquecido. Para conseguir la misma separación, requiere mucha menos energía que el antiguo proceso de difusión gaseosa, al cual ha remplazado casi por completo. 
El proceso de enriquecimiento de uranio por centrifugadoras de gas utiliza un gran número de cilindros rotativos dispuestos en serie y en paralelo. Las máquinas de centrifugar están interconectadas para formar trenes y cascadas. En este proceso el gas de UF6 está situado en un cilindro y da vueltas a gran velocidad. Esta rotación crea una fuerte fuerza centrífuga de modo que las moléculas de gas más pesadas (que contienen U-238) se dirigen hacia la parte más exterior del cilindro y las más ligeras (que contienen U-235) se agrupan en el centro. La corriente que está ligeramente enriquecida con U-235 se separa y alimenta el siguiente paso superior, mientras que la corriente más degradada, se recicla hacia el paso inferior. Se puede obtener significativamente más U-235 enriquecido de una sola unidad de centrifugadoras de gas que de una sola unidad de difusión gaseosa.
Grandes cascadas de centrifugadoras de gas están funcionando en Francia, Alemania, el Reino Unido y China para producir uranio enriquecido tanto para uso doméstico como para su exportación, y en Japón, sólo para uso doméstico. La United States Enrichment Corporation (USEC) está construyendo una planta de demostración de centrifugadoras en Piketon (Ohio, Estados Unidos) para que entre en funcionamiento en 2005, y la planta a escala de producción está planificada para entrar en servicio en 2010. Existe una creencia ampliamente extendida de que Pakistán ha construido una cascada más pequeña en secreto para fines militares.[cita requerida]
Actualmente Irán tiene 10,000 centrifugadoras de gas, de las cuales 6,000 están en operación.